# Нижновэнерго
Нижновэне́рго (филиал ПАО «Россети Центр и Приволжье») — распределительная сетевая компания, осуществляющая передачу электроэнергии по электрическим сетям и технологическое присоединение потребителей к электросетям на территории Нижегородской области.
Заместитель генерального директора ПАО «Россети Центр и Приволжье», директор филиала «Нижновэнерго»  — Федоров Дмитрий Геннадиевич.

## Деятельность
«Нижновэнерго» является филиалом ПАО «Россети Центр и Приволжье» — единой операционной компании с центром ответственности в Нижнем Новгороде, являющейся основным поставщиком услуг по передаче электроэнергии и технологическому присоединению к электросетям во Владимирской, Ивановской, Калужской, Кировской, Нижегородской, Рязанской, Тульской областях, а также в Республике Марий Эл и Удмуртской Республике.
Филиал «Нижновэнерго» осуществляет деятельность по передаче и распределению электрической энергии от 0,4 кВ до 110 кВ и технологическому присоединению к сетям потребителей Нижегородской области.
Территория обслуживания - 76,6 тыс. кв. км с населением — 3,2 млн человек.
В состав филиала «Нижновэнерго» входят 8 высоковольтных районов электрических сетей (ВРЭС) и 25 районов электрических сетей, отвечающих за электроснабжение Нижнего Новгорода и области.
- 64,5 тыс. км линий электропередачи,

- 15489 трансформаторных подстанций 6-35/0,4 кВ,

- 242 распределительных пункта 6-10 кВ,

- 262 подстанций 35 кВ и выше — с установленной трансформаторной мощностью 5,4 тыс. МВА.

## Сбыт
С 2005 года сбытовые функции по заключению договоров и расчетам с конечными потребителями электроэнергии (населением и юридическими лицами) возложены на ОАО «Нижегородскую сбытовую компанию» (НСК), работающую под брендом «Энергосбыт».